# 雜食箬鰨
雜食箬鰨為輻鰭魚綱鰈形目鰨亞目鰨科的其中一種，為熱帶淡水魚，分布於澳洲淡水流域，為特有種，體長可達15公分，棲息在底層水域，以魚類、甲殼類為食，生活習性不明。

## 扩展阅读
維基物種上的相關：雜食箬鰨